# Ghiacciaio Narechen
Il ghiacciaio Narechen è un ghiacciaio lungo circa 9 km e largo 11, situato sulla costa nord-occidentale dell'isola Alessandro I, al largo della costa della Terra di Palmer, in Antartide. Il ghiacciaio, il cui punto più alto si trova a oltre 800 m s.l.m., nasce sul versante occidentale delle montagne di Lassus dove fluisce verso ovest fino a entrare nella baia di Lazarev poco a nord del nunatak Faulkner.

## Storia
Il ghiacciaio Narechen è stato così battezzato dalla Commissione bulgara per i toponimi antartici in onore del villaggio bulgaro di Narechen, nella Bulgaria centrale.